# Derblecken
Derblecken (auch derbleck’n, auch dablecka) ist ein bayerischer Begriff, der „jemanden aufs Korn nehmen“ bedeutet.

## Definition
Eine „amtliche“ Definition des Wortes „derblecken“ – der Altbayer spricht es „dablecka“ aus – lieferte der „Förderverein Bairische Sprache und Dialekt“. Danach lässt sich „derblecken“ am ehesten mit „mehr oder weniger scherzhaft verspotten“ ins Hochdeutsche übersetzen.
Die Bezeichnung leitet sich vermutlich ab von „die Zähne blecken“, also jemandem die (blitzenden) Zähne zeigen.
Fälschlicherweise wird derblecken auf das kritische Spiegel-Vorhalten gegenüber Personen des öffentlichen Lebens reduziert. Tatsächlich kann jede Person, unabhängig von ihrer Bedeutung im öffentlichen Leben, derbleckt werden. Die Reduzierung des Derbleckens auf Personen des öffentlichen Lebens rührt vermutlich daher, dass das Wort einer dialektunkundigen breiten Bevölkerung nur durch seine Verwendung in Zusammenhang mit dem Politiker-Derblecken auf dem Nockherberg bekannt ist.

## Geschichte
Die bayerische Tradition des Derbleckens geht auf die Begrüßung von Gästen durch ihren Wirt zurück, der früher noch alle Dorfbewohner persönlich kannte und mit den im Ort kursierenden Geschichten und Gerüchten bestens vertraut war. Von humorvollen und selbstbewussten Wirten wurden die Stammgäste gern mit diesen Geschichten aufgezogen („’naufg’schossen“). Rhetorisch weniger begabte Wirte oder Gastgeber beauftragten bei Veranstaltungen, zu denen die Gäste auf ähnliche Weise begrüßt werden sollten, professionelle Hochzeitslader oder Gstanzlsänger, die sich im Vorfeld nach den Eigenheiten und Empfindlichkeiten der Gäste umhörten. Von den jeweiligen Opfern des Spotts wurde erwartet, diesen mit Humor zu nehmen; eine beleidigte Reaktion löste umso größere Erheiterung bei den anderen Gästen aus.

## Starkbierprobe auf dem Münchner Nockherberg
Heute wird der Begriff häufig im Zusammenhang mit dem jährlichen Starkbieranstich auf dem Münchner Nockherberg benutzt, bei dem in einem textlich-kabarettistischen Teil und später in einem Singspiel den mehrheitlich anwesenden Landes- sowie Bundespolitikern kritisch der Spiegel vorgehalten wird. „Erfinder“ des Derbleckens bei der Starkbierprobe war 1891 der Münchner Humorist Jakob Geis. Weitere bekannte „Derblecker“ waren unter anderem Adolf Gondrell, der Roider Jackl und Walter Sedlmayr. Für Sedlmayr, Max Grießer und Erich Hallhuber schrieb der Journalist Hannes Burger die Texte. Bruno Jonas, der im Jahr 2004 die Rolle des Bruder Barnabas übernommen hatte, schrieb seine Texte wieder selbst.
Nachdem Jonas im Januar 2007 seinen Rücktritt erklärt hatte, ernannte die veranstaltende Brauerei den Kabarettisten Django Asül zum neuen Fastenprediger. Am 2. August 2007 gab der Veranstalter bekannt, dass Asül kein zweites Mal auf dem Nockherberg auftreten werde. 2008, 2009 und 2010 hielt Michael Lerchenberg die Fastenpredigt. Lerchenberg hatte bisher immer als Double von Edmund Stoiber am Singspiel mitgewirkt. Am 5. März 2010 erklärte Lerchenberg nach öffentlicher Kritik an seiner Rede seinen Rücktritt. Von 2011 bis 2018 las mit Luise Kinseher erstmals eine Frau in der Rolle der Bavaria den Politikern die Leviten.
Von 2019 bis 2025 hielt Maxi Schafroth als bisher jüngster Redner und erster Allgäuer die Fastenpredigt. Ab 2026 wird Stephan Zinner die Fastenpredigt bei der Starkbierprobe halten.
Das Singspiel beim Nockherberg-Starkbierfest 2010 wurde von Alfons Biedermann geschrieben und geleitet. 2013–2017 hatte Marcus H. Rosenmüller die Leitung des Singspiels inne. 2018 und 2019 gestalteten Richard Oehmann und Stefan Betz das Singspiel.